# Dolops nana
Dolops nana is een visluizensoort uit de familie van de Argulidae. De wetenschappelijke naam van de soort is voor het eerst geldig gepubliceerd in 1950 door Lemos de Castro.